# Pyrestes nitidicollis
Pyrestes nitidicollis là một loài bọ cánh cứng trong họ Cerambycidae.